# Rusasa
Rusasa ist einer von 19 Sektoren des Distrikts Gakenke in der Nordprovinz von Ruanda.

## Geographie
Der Sektor hat eine Fläche von 30,2 km² und liegt auf einer Höhe von etwa 1580 m. Er unterteilt sich in die sechs Zellen Gataba, Kamonyi, Murambi, Nyundo, Rumbi und Rurembo und umfasst 30 Dörfer. Durch den Sektor fließt von Osten nach Westen der Gaseke, der in den Mukungwa mündet, welcher die Westgrenze des Sektors bildet und entlang dieser Richtung Süden verläuft. Nachbarsektoren sind im Norden Rwaza, im Nordosten Cyabingo, im Osten Busengo, im Südosten Janja, im Süden Mugunga, im Südwesten Shyira und Rurembo, im Westen Rugera und im Nordwesten Nkotsi.

## Bevölkerung
Nach Stand der Volkszählung von 2022 liegt die Einwohnerzahl bei 19.242. Zehn Jahre zuvor waren es 18.250, was einem jährlichen Bevölkerungszuwachs von 0,5 Prozent zwischen 2012 und 2022 entspricht.

## Gesundheitswesen
Im Norden des Sektors liegt das Nyundo Health Center, das zum Zuständigkeitsbereich des Gatonde District Hospitals gehört.

## Wirtschaft
Am Gaseke befindet sich ein kleines Wasserkraftwerk (1,6255° S, 29,6477° O), das eine installierte Leistung von 0,5 Megawatt aufweist.

## Verkehr
Durch den äußersten Südwesten des Sektors führt die Nationalstraße 17 und im Südosten verläuft eine District Road. Beide Straßen sind Stand 2022 nicht asphaltiert.